# Sapois (Vosgos)
 Sapois  es una población y comuna francesa, en la región de Lorena, departamento de Vosgos, en el distrito de Épinal y cantón de Saulxures-sur-Moselotte.

## Demografía
| 588 | 552 | 616 | 664 | 664 | 624 |
| Para los censos de 1962 a 1999 la población legal corresponde a la población sin duplicidades (Fuente: INSEE [Consultar]) |     |     |     |     |     |